# Mäki-Särkijärvi
Mäki-Särkijärvi är en sjö i kommunen Kemijärvi i landskapet Lappland i Finland. Sjön ligger 173,3 meter över havet. Den är 4 meter djup. Arean är 52 hektar och strandlinjen är 4,98 kilometer lång. Sjön  ingår i Kemi älvs huvudavrinningsområde.   Den ligger omkring 47 kilometer öster om Rovaniemi och omkring 720 kilometer norr om Helsingfors. 
Mäki-Särkijärvi ligger norr om Misijärvi. 